# Lennart Back
Pour les articles homonymes, voir Back.
Torsten Lennart Back (né le 28 mai 1933 à Ellenö (comté de Västra Götaland) et mort le 1er août 2022 à Uddevalla (comté de Västra Götaland)) est un athlète suédois spécialiste de la marche athlétique, spécialement du 20 kilomètres. 

## Biographie
Affilié au Uddevalla Cykelamatörer, Lennart Back mesurait 1,80 m pour 66 kg.

## Palmarès
| Date | Compétition              | Lieu      | Résultat | Performance       |
| ---- | ------------------------ | --------- | -------- | ----------------- |
| 1958 | Championnats d'Europe    | Stockholm | 3e       | 1 h 35 min 38 s 4 |
| 1960 | Jeux olympiques d'été    | Rome      | 6e       | 1 min 37 s 17 s 0 |
| 1961 | Coupe du monde de marche | Lugano    | 2e       | 1 h 32 min 12 s   |
| 1962 | Championnats d'Europe    | Belgrade  | 5e       | 1 h 38 min 16 s 2 |

## Records
| Épreuve              | Performance     | Lieu | Date |
| -------------------- | --------------- | ---- | ---- |
| 20 kilomètres marche | 1 h 31 min 13 s |      | 1962 |